# Patrick Vieira
Patrick Vieira (ur. 23 czerwca 1976 w Dakarze w Senegalu) – francuski trener włoskiego klubu Genoa CFC i były piłkarz senegalskiego pochodzenia, grający na pozycji defensywnego pomocnika. Zwycięzca Mistrzostw Świata 1998.

## Kariera
Vieira trenował piłkę nożną już w Afryce (w klubie Trappes), zanim wyjechał z rodziną do Francji. Pierwszym jego klubem we Francji był Dreux. Po niedługim czasie przeszedł do FC Tours. Z tego borykającego się z problemami finansowymi klubu został sprzedany do AS Cannes. Zawodnik bardzo spodobał się trenerowi Luisowi Fernándezowi i szybko, bo 20 listopada 1993 roku zadebiutował w zremisowanym 0-0 meczu z FC Nantes. Także następny trener ASC Safet Susić postawił na młodego zawodnika. W tym momencie do walki o zawodnika włączył się A.C. Milan.
1 sierpnia 1995 r. piłkarz potajemnie podpisał kontrakt z A.C. Milan. Pierwszemu transferowi zawodnika do Włoch towarzyszyło wiele zamieszania ponieważ do walki włączyły się Juventus F.C., Inter Mediolan, a także Paris Saint Germain. Ostatecznie suma którą „rossoneri” zapłacili AC Cannes wynosiła 26 milionów franków.
6 sierpnia 1996 roku piłkarz został za 3,5 mln funtów sprzedany do Arsenalu. W barwach „Kanonierów” zadebiutował 16 września przeciwko Sheffield Wednesday. Natomiast pierwszą bramkę zdobył 7 grudnia w meczu z Derby. Vieira bardzo pomógł „Kanonierom” w zdobyciu pucharu oraz dwukrotnie mistrzostwa Anglii. Do niego należy rekord czerwonych kartek w jednym sezonie, mianowicie aż 9. Po piłkarza zgłosił się powtórnie A.C. Milan. 26 lutego 1997 r. Vieira zadebiutował w reprezentacji „trójkolorowych” przeciwko Holandii. Vieira zagrał również parę meczów na mundialu w 1998, który Francuzi wygrali. Podczas meczu finałowego, w którym Vieira wszedł z ławki, zaliczył asystę przy golu Emmanuel Petita.
Dwa lata po mundialu we Francji na boiskach Belgii i Holandii zaliczył sześć występów w barwach trójkolorowych i przyczynił się do zdobycia przez nich mistrzostwa Europy. W tym samym roku, tuż przed mistrzostwami zaliczył także występ w finale Pucharu UEFA, w którym Arsenal uległ Galatasaray SK. Następnym sukcesem było zdobycie Pucharu Konfederacji w 2001 r. Vieira zdobył też mistrzostwo Anglii w 2002 roku oraz Puchary Anglii w 2002 i 2003. Zdobył też srebrny medal na mistrzostwach świata w Niemczech w 2006.
Latem 2005 roku został sprzedany z Arsenalu do Juventusu. Latem 2006 roku przeszedł z Juventusu do Interu Mediolan.
8 stycznia 2010 został zawodnikiem Manchesteru City.
3 kwietnia 2010 roku w wygranym 6-1 meczu z Burnley strzelił swoją pierwszą bramkę w nowym klubie.
14 lipca 2011 roku zakończył karierę, będzie pracował w sztabie szkoleniowym Manchesteru City.
W połowie lipca 2010 roku postanowił definitywnie zakończyć karierę reprezentacyjną. W klubie Manchester City objął stanowisko dyrektora ds. rozwoju (rozwój karier młodych zawodników i obserwacja takich piłkarzy w Anglii i za granicami kraju).
17 maja 2013 Vieira oficjalnie został ogłoszony trenerem drużyny rezerw Manchesteru City. W listopadzie 2015 został szkoleniowcem New York City F.C., z którym podpisał trzyletni kontrakt obowiązujący od 1 stycznia 2016

## Styl gry
Vieira był zawodnikiem bardzo kompletnym, mimo wysokiego wzrostu posiadał dużą szybkość i przyspieszenie. Grał zazwyczaj jako środkowy pomocnik. Dzięki swoim kompletnym umiejętnościom mógł jednak grać na każdej pozycji. Znany był z dobrej tężyzny, zawsze dużo biegał. Charakteryzował się wspaniałymi cechami defensywnymi, ale także miał dużą łatwość omijania i podawania, zaliczał dużą ilość asyst, a także goli. Vieira był zawodnikiem inteligentnym, a także agresywnym.

## Sukcesy

### Reprezentacyjne
- mistrzostwo Świata (1998)
- mistrzostwo Europy (2000)
- Puchar Konfederacji (2001)

### Klubowe

#### AC Milan
- Mistrz Włoch (1996)

#### Arsenal
- Mistrz Anglii (1998, 2002, 2004)
- Puchar Anglii (1998, 2002, 2003, 2005)
- Tarcza Dobroczynności (1998, 1999, 2002)

#### Inter Mediolan
- Mistrz Włoch (2007, 2008, 2009) Puchar Włoch (2010)
- Superpuchar Włoch (2006, 2008)

#### Manchester City
- Puchar Anglii (2011)